# 倶知安インターチェンジ
倶知安インターチェンジ（くっちゃんインターチェンジ）は、北海道虻田郡倶知安町字旭に建設予定の蘭越倶知安道路・倶知安余市道路のインターチェンジである。「倶知安インターチェンジ」という名称は仮称である。

## 歴史
- 2016年度（平成28年度） : 倶知安 - 共和間 (延長11.5 km) が倶知安余市道路（倶知安〜共和）として新規事業化[1]。
- 2024年度（令和6年度） : ニセコ - 倶知安間 (延長11.7 km) が蘭越倶知安道路（ニセコ〜倶知安）として新規事業化[2]。

供用開始は未定である。

## 周辺
- 後志総合振興局
- 倶知安温泉
- 倶知安町旭ヶ丘スキー場
- 旭ヶ丘公園
- HANAZONO GOLF
- 花園育成牧場
- 花園温泉
- 倶知安農業高等学校
- 倶知安高等学校
- 倶知安中学校
- 北陽小学校
- 倶知安西小学校
- 倶知安駅（JR北海道・函館本線）
- 倶知安厚生病院

## 接続する道路
- 北海道道58号倶知安ニセコ線

## 隣
E5A 蘭越倶知安道路
比羅夫IC（仮称）（事業中） - 倶知安IC（仮称）（事業中）
E5A 倶知安余市道路
倶知安IC（仮称）（事業中） - 共和IC（仮称）（事業中）